# 杭達多爾濟
杭達多爾濟（1871年—1915年），一译剛達多爾濟，博爾濟吉特氏，喀爾喀蒙古人。清代末年、民國初年外蒙古土謝圖汗部右翼左旗札薩克和碩親王。杭達多爾濟是清末外蒙古獨立的首倡者，外蒙古独立后出任博克多汗國的首任外务大臣。

## 生平
杭達多爾濟的祖先車木楚克那木扎勒是土謝圖汗袞布之子、察琿多爾濟之侄。車木楚克那木扎勒之孙齊巴克雅喇木丕勒於乾隆年間晉封札薩克和碩親王。杭達多爾濟的祖父为車林多爾濟，父名敏津多爾濟。
光緒十八年（1892年），杭達多爾濟承襲祖父爵位，襲封親王。後授土謝圖汗部副將軍。光緒二十九年（1903年）“年班”入覲，光緒帝賞給“乾清門行走”。适值清末新政之际，朝廷於喀爾喀土謝圖汗部募民屯垦，开采金矿，整肃刑名，以至有改蒙古为行省之议。新政给外蒙古上层社会带来的剧烈变化，引起很多王公贵族的不满。光緒三十四年（1908年），庫倫辦事大臣延祉派人丈量各旗垦地，杭达多尔济的下属巴图巴鲁台吉拒不从命，遭到大臣惩处。宣統二年（1910年），土謝圖汗部欽選議員綳楚克車林因病去職，杭達多爾濟被補選為資政院土謝圖汗部議員。在內蒙古逃犯海山的影響下，杭達多爾濟產生了推動喀爾喀蒙古獨立的想法。而据毕桂芳所言，杭達多爾濟在宣统年间已負外債約150萬俄國盧布，“思藉獨立一筆勾銷”。
宣統三年（1911年）7月29日，杭達多爾濟率領由车林齐密特、海山等人組成的外蒙古使團由库伦出发，秘密出訪俄羅斯。8月15日抵達圣彼得堡。俄國政府在猶豫之後決定接待使團。8月16日，杭達多爾濟會見俄国外交大臣薩查諾夫，遞交了第八世哲布尊丹巴呼圖克圖等人聯署的信件，請求俄國承認外蒙古獨立，並將外蒙古之貿易、鐵路、郵政、建築等權利讓與俄國。俄國通過駐北京公使廓索維慈向中國外務部提出交涉，要求停止在外蒙古的一切新政。清廷電令庫倫辦事大臣三多：“各項新政，如實有礙難之處，均可從緩辦理”。此時三多方知杭達多爾濟率團赴俄之事。三多要求哲布尊丹巴發電報召回杭達多爾濟，哲布尊丹巴則要求停止新政，並赦免赴俄諸人之罪，三多應允。10月中旬，杭達多爾濟返回外蒙古，駐紮在庫倫的俄國軍隊也增兵200人加强俄国驻领事館的防衛。
此時辛亥革命作，南方各省宣布獨立。1911年12月1日，以杭達多爾濟為首的外蒙古王公委員會宣佈外蒙古獨立，成立大蒙古国。三多等滿漢官員遭到驅逐。12月29日，獨立派的王公貴族、喇嘛在庫倫甘丹寺擁戴第八世哲布尊丹巴呼圖克圖登基稱帝（蒙古语称为“额真汗”），又号博克多汗，年號共戴。12月30日，哲布尊丹巴颁旨，成立大蒙古国政府，下设内务、外务、财政、兵、刑五部。杭達多爾濟出任外务大臣。
在12月30日哲布尊丹巴呼圖克圖的封赏名单中，杭達多爾濟排名第一位，封赏内容如下：
土谢图汗部（右翼左旗）札萨克和硕亲王杭达多尔济，功勋卓著，著赐兼汗号额尔德尼达沁世爵，食双俸，赏黄马褂和黄缰，终生赏坐绿围车。并充任朝臣，著授外务大臣之职。

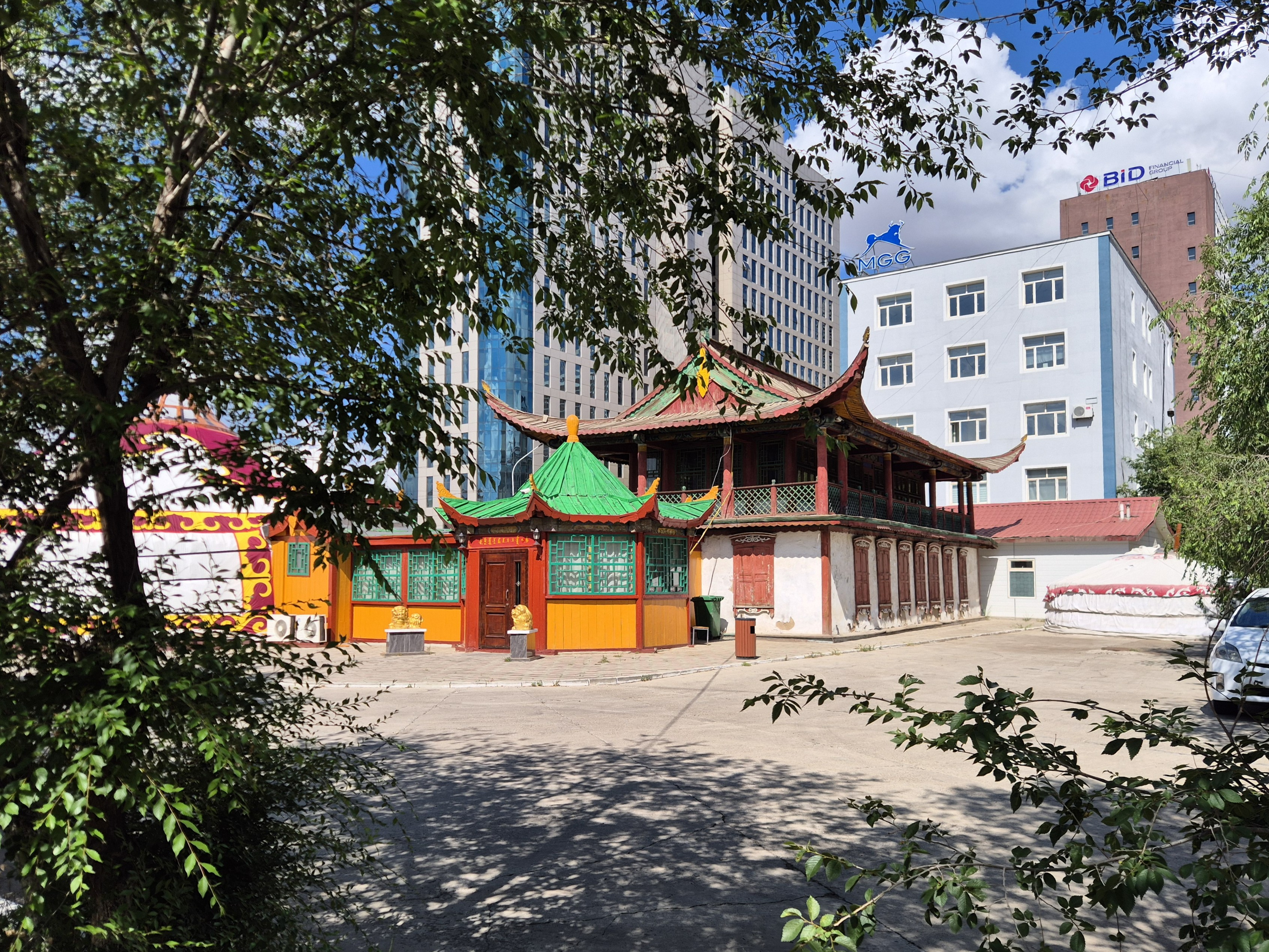
位於烏蘭巴托的杭達多爾濟故居

1912年，杭達多爾濟再次率領使團訪俄，在聖彼得堡與俄國政府談判邊界、借款與軍事援助問題。俄國同意將科布多併入外蒙古，但拒絕了外蒙古的其他領土要求。1913年2月，杭達多爾濟與俄國簽訂了關於組建外蒙古軍隊的協定，成立一個1900人的蒙古旅，包括兩個騎兵團，由俄國人擔任教官，並由俄國給予200萬盧布的借款以及武器援助，為期一年。1913年3月，杭達多爾濟返回庫倫。
外蒙古獨立後，政府全局事務操縱在內務大臣达喇嘛車林齊密特手中。“喇嘛教及其上層封建主，從推翻清政府中所獲得的好處較其他任何人為多”，以哲布尊丹巴呼圖克圖為首的喇嘛势力急剧膨胀。本地統治階層開始分化为喇嘛集团和世俗的王公札萨克兩個集團。王公貴族对喇嘛集团的独揽大权日益不满，也有人怀念清朝統治下享有的政治地位和优渥待遇。以車林齊密特為首的喇嘛集團則不滿杭達多爾濟無對俄國無原則的出賣主權行為。外蒙古自治時期，哲布尊丹巴集團“與自己的政治對手進行鬥爭時，毫不猶豫地使用毒藥。”作為外蒙古王公貴族的首要人物，杭達多爾濟與賽音諾顏親王那木囊蘇倫成為喇嘛集團必須除掉的障礙。1913年，杭達多爾濟被免去外务大臣职务。1915年，杭達多爾濟被哲布尊丹巴集團毒殺。四年後，那木囊蘇倫也于1919年被毒害。